# Tigriornis
Tigriornis is een geslacht van vogels uit de familie reigers (Ardeidae).

## Soorten
Het geslacht kent de volgende soort:
- Tigriornis leucolopha – Afrikaanse tijgerroerdomp